# Liste der Baudenkmäler in Moosach

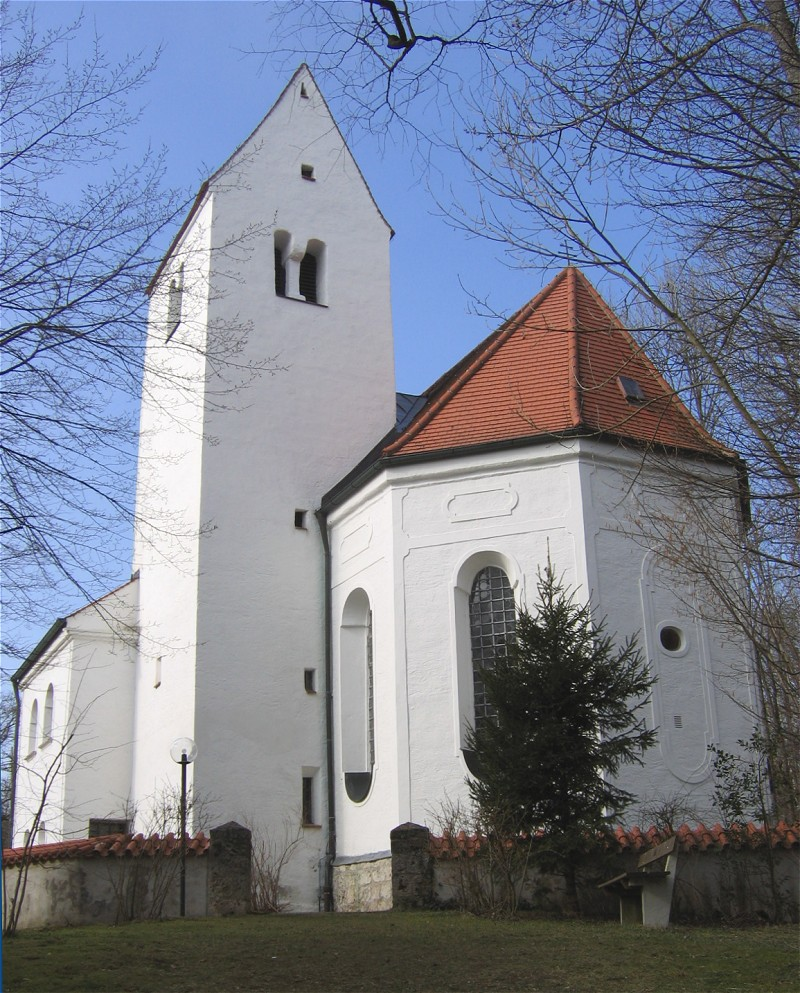
Maria Altenburg in Altenburg

Auf dieser Seite sind die Baudenkmäler in der oberbayerischen Gemeinde Moosach zusammengestellt. Diese Tabelle ist eine Teilliste der Liste der Baudenkmäler in Bayern. Grundlage ist die Bayerische Denkmalliste, die auf Basis des Bayerischen Denkmalschutzgesetzes vom 1. Oktober 1973 erstmals erstellt wurde und seither durch das Bayerische Landesamt für Denkmalpflege geführt wird. Die folgenden Angaben ersetzen nicht die rechtsverbindliche Auskunft der Denkmalschutzbehörde.

## Baudenkmäler nach Ortsteilen

### Moosach
| Lage                            | Objekt                                        | Beschreibung | Akten-Nr.    | Bild           |
| ------------------------------- | --------------------------------------------- | --- | ------------ | -------------- |
| Bahnhofstraße 4 (Standort)      | Ehemaliger Bahnhof                            | erdgeschossiger verbretterter Holzbau mit flachem Satteldach, um 1900 | D-1-75-128-2 | weitere Bilder |
| Grafinger Straße 7 (Standort)   | Ehemaliger Bauernhof (sogenannter Wörmairhof) | zweigeschossige Einfirstanlage mit Kniestock, flachem Satteldach, Putzgliederung, eisernen Balkonen und Neurenaissance-Türen, um 1880/90. | D-1-75-128-4 | weitere Bilder |
| Grafinger Straße 7 a (Standort) | Zuhaus                                        | Ehemaliges Zuhaus, zweigeschossiger ehemaliger Wohnstallbau mit Satteldach und verbrettertem Stallteil, verputzter Massivbau, gleichzeitig | D-1-75-128-4 | Zuhaus         |
| Kirchenweg 1 (Standort)         | Katholische Pfarrkirche St. Bartholomäus      | barocker Saalbau mit eingezogenem Polygonalchor, angefügter zweigeschossiger Sakristei und nördlichem Flankenturm, von Franz Anton Kirchgrabner, 1777 über Teilen des Vorgängerbaus von 1405 bzw. 1450, nach Westen erweitert 1951; mit Ausstattung | D-1-75-128-1 | weitere Bilder |

### Altenburg
| Lage                                  | Objekt                                           | Beschreibung | Akten-Nr.    | Bild                              |
| ------------------------------------- | ------------------------------------------------ | --- | ------------ | --------------------------------- |
| Altenburg 31; in Altenburg (Standort) | Katholische Wallfahrtskirche St. Maria Altenburg | einfacher Saalbau mit eingezogenem Polygonalchor, angefügter zweigeschossiger Sakristei und südlichem Flankenturm mit Satteldach, bezeichnet 1405, Ausbau bezeichnet 1467, Turm 1583, Barockisierung 1711; mit Ausstattung; Friedhofskapelle, offene barocke Nischenanlage, 18. Jahrhundert; mit Ausstattung; Kapelle, schlichter verputzter Quaderbau mit Zeltdach, bezeichnet 1751; mit Ausstattung; | D-1-75-128-5 | weitere Bilder                    |
| In Altenburg (Standort)               | Bildstock bei St. Maria Altenburg                | Bildstock, Tuffsteinpfeiler mit flacher Bildnische, 18. Jahrhundert | D-1-75-128-5 | Bildstock bei St. Maria Altenburg |

### Berghofen
| Lage                        | Objekt                                  | Beschreibung | Akten-Nr.    | Bild           |
| --------------------------- | --------------------------------------- | --- | ------------ | -------------- |
| Berghofen 53 (Standort)     | Ehemaliger Bauernhof                    | zweigeschossige Einfirstanlage mit flachem Satteldach, verputztem Wohnteil und Bundwerk am Wirtschaftsteil, im Kern 18. Jahrhundert, Veränderungen um 1830 | D-1-75-128-7 | weitere Bilder |
| Berghofen 55 1/2 (Standort) | Katholische Filialkirche St. Pankratius | spätromanischer verputzter Saalbau aus Tuffquader mit eingezogener Apsis, Vorzeichen und angefügter Sakristei, um 1200, Dachreiter mit Zwiebelhaube um 1700; mit Ausstattung Friedhofskreuz, neugotischer Holzkorpus mit bemaltem Gehäuse, Ende 19. Jahrhundert | D-1-75-128-6 | weitere Bilder |

### Falkenberg
| Lage                                   | Objekt                                  | Beschreibung | Akten-Nr.     | Bild                     |
| -------------------------------------- | --------------------------------------- | --- | ------------- | ------------------------ |
| Reiter Weg 3; Reiter Weg 7 (Standort)  | Stallstadel des Gutshofs                | eingeschossiger Flachsatteldachbau mit Bundwerk über gemauertem Sockel, 1. Viertel 19. Jahrhundert | D-1-75-128-11 | Stallstadel des Gutshofs |
| Falkenberg 21 (Standort)               | Gasthaus (sogenannte Schlosswirtschaft) | zweigeschossiger Putzbau mit kräftiger Putzgliederung und Fensterrahmungen sowie flachem Satteldach, um 1860 | D-1-75-128-10 | weitere Bilder           |
| Reiter Weg 9; in Falkenberg (Standort) | Schloss Falkenberg                      | zweigeschossiger verputzter Backsteinbau mit Walmdach und turmbekrönten Zwerchhäusern, im Kern 1578, Umbau und Vergrößerung 1693, neubarocke Veränderungen 2. Hälfte 19. Jahrhundert, wesentliche Vereinfachung der Fassade im 20. Jahrhundert; Schlossallee, 19. Jahrhundert | D-1-75-128-8  | weitere Bilder           |

### Fürmoosen
| Lage                                    | Objekt               | Beschreibung | Akten-Nr.     | Bild           |
| --------------------------------------- | -------------------- | --- | ------------- | -------------- |
| Fürmoosen 42; Fürmoosen 42 a (Standort) | Ehemaliger Bauernhof | zweigeschossige Einfirstanlage mit flachem Satteldach, Wohnteil mit Blockbau-Obergeschoss und Bundwerk am Wirtschaftsteil, 1. Hälfte 18. Jahrhundert | D-1-75-128-12 | weitere Bilder |
| Maierfeld (Standort)                    | Sühnekreuz           | aus Tuffstein, 1860 | D-1-75-128-14 | Sühnekreuz     |

### Niederseeon
| Lage                                               | Objekt                                                 | Beschreibung | Akten-Nr.               | Bild                                                   |
| -------------------------------------------------- | ------------------------------------------------------ | --- | ----------------------- | ------------------------------------------------------ |
| Niederseeon 2 (Standort)                           | Ehemaliges Jagdhaus                                    | zweigeschossiger Putzbau mit Satteldach, großem Dachvorstand, hölzernen Lauben und großem hölzernem Dreiecksgiebel mit Schopf, um 1900                       | D-1-75-128-16           | weitere Bilder                                         |
| Niederseeon 17 (Standort)                          | Wegkapelle                                             | kleiner Putzbau mit rundem Schluss und Lourdesgrotte, 2. Hälfte 19. Jahrhundert fast ganz zerstört (Stand April 2025)                                        | D-1-75-128-17           | weitere Bilder                                         |
| Niederseeon 25; in der Flur Niederseeon (Standort) | Ehemaliger Gutshof: ehemalige Scheune, jetzt Reithalle | lisenengegliederter verputzter Ziegelbau mit offenem Dachstuhl, im Heimatstil, von Friedrich von Thiersch, 1907;                                             | D-1-75-128-15           | Ehemaliger Gutshof: ehemalige Scheune, jetzt Reithalle |
| Niederseeon 25; in der Flur Niederseeon (Standort) | Hofeinfahrt                                            | Hofeinfahrten, nördlicher und südlicher Zugang mit Torbögen, barockisierend, von Friedrich von Thiersch, bezeichnet 1907;                                    | D-1-75-128-15 zugehörig | Hofeinfahrt                                            |
| Niederseeon 25; in der Flur Niederseeon (Standort) | Gutskapelle                                            | Gutskapelle, kleiner barocker Putzbau mit dreiseitigem Schluss, offener Vorhalle und Dachreiter mit Zwiebelhaube, 1. Hälfte 18. Jahrhundert; mit Ausstattung | D-1-75-128-15 zugehörig | weitere Bilder                                         |

### Oberseeon
| Lage                    | Objekt    | Beschreibung                                 | Akten-Nr.     | Bild           |
| ----------------------- | --------- | -------------------------------------------- | ------------- | -------------- |
| Oberseeon 22 (Standort) | Bildstock | Tuffsteinsäule mit Laterne, bezeichnet 1733. | D-1-75-128-23 | weitere Bilder |

### Schattenhofen
| Lage                  | Objekt                                  | Beschreibung | Akten-Nr.     | Bild                                    |
| --------------------- | --------------------------------------- | --- | ------------- | --------------------------------------- |
| Schartl 29 (Standort) | Hofkapelle des sogenannten Schartl-Hofs | verputzter Einraum mit zweiseitigem Schluss, flachem Walmdach und Dachreiter, Mitte 19. Jahrhundert; mit Ausstattung | D-1-75-128-18 | Hofkapelle des sogenannten Schartl-Hofs |

## Ehemalige Baudenkmäler
In diesem Abschnitt sind Objekte aufgeführt, die früher einmal in der Denkmalliste eingetragen waren, jetzt aber nicht mehr. Objekte, die in anderem Zusammenhang – also z. B. als Teil eines Baudenkmals – weiter eingetragen sind, sollen hier nicht aufgeführt werden. Aktennummern in diesem Abschnitt sind ehemalige, jetzt nicht mehr gültige Aktennummern.

| Lage                                   | Objekt                      | Beschreibung                                                      | Akten-Nr. | Bild                        |
| -------------------------------------- | --------------------------- | ----------------------------------------------------------------- | --------- | --------------------------- |
| Moosach Grafinger Straße 3 (Standort)  | Haustür                     | geschnitzt, 19. Jahrhundert                                       |           | weitere Bilder              |
| Falkenberg Haus Nr. 64 ()              | Ehemaliges Bauernhaus       | Wohnteil als zweigeschossiger Blockbau, 2. Hälfte 17. Jahrhundert |           |                             |
| Fürmoosen Haus Nr. 49 (Standort)       | Bundwerk am Wirtschaftsteil | 2. Hälfte 19. Jahrhundert                                         |           | Bundwerk am Wirtschaftsteil |
| Schattenhofen Schartlhof 28 (Standort) | Bundwerk am Wirtschaftsteil | 1. Hälfte 19. Jahrhundert                                         |           | BW                          |